# Barili
Barili ist eine philippinische Stadtgemeinde in der Provinz Cebu.

## Geografie

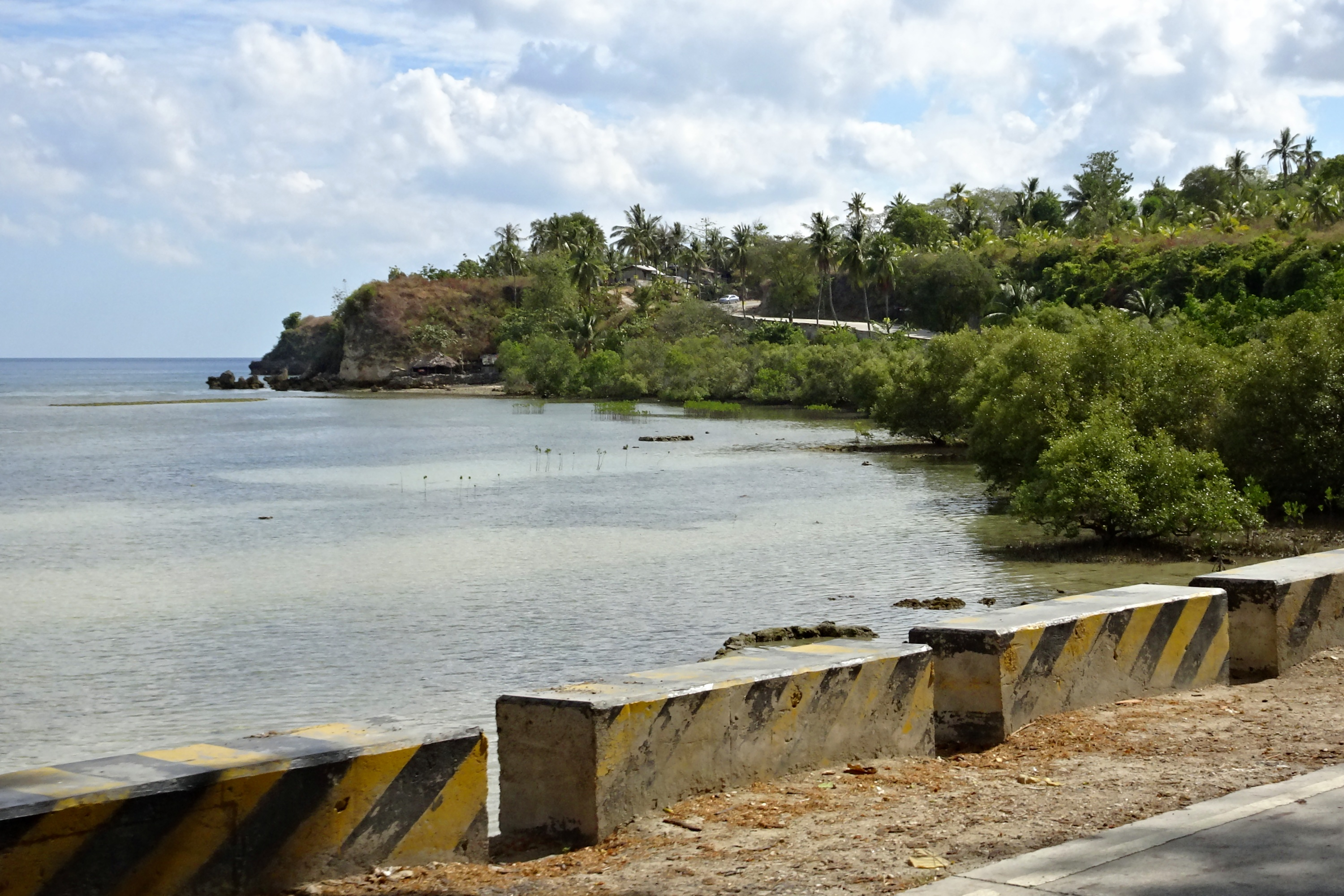
Tanon-Straße bei Barili

Barili liegt 61 km südwestlich von Cebu City. Sie grenzt an die Stadtgemeinden Dumanjug im Süden, an Aloguinsan im Norden, an Carcar City und Sibonga im Osten. Im Westen liegt die Tanon-Straße, die die Inseln Cebu und Negros trennt.

### Baranggays
Barili ist politisch in 42 Baranggays unterteilt.
| - Azucena - Bagakay - Balao - Bolocboloc - Budbud - Bugtong Kawayan - Cabcaban - Campangga - Dakit - Giloctog - Guibuangan - Giwanon - Gunting - Hilasgasan | - Japitan - Cagay - Kalubihan - Kangdampas - Candugay - Luhod - Lupo - Luyo - Maghanoy - Maigang - Malolos - Mantalongon - Mantayupan - Mayana | - Minolos - Nabunturan - Nasipit - Pancil - Pangpang - Paril - Patupat - Poblacion - San Rafael - Santa Ana - Sayaw - Tal-ot - Tubod - Vito |

## Geschichte
Der Name Barili leitet sich von balili, dem Namen für ein einheimisches Gras, ab. Die Stadtgemeinde wurde 1632 gegründet, die Kirchengemeinde wurde bereits 1614 eingerichtet. 1602 wurde bei Ankunft der Spanier unter Führung von Juan Juarado ein Kreuz errichtet. Dieses Kreuz existiert heute noch.

## Wirtschaft
Die wichtigsten Produkte Barilis sind Reis, Mais, Bananen und Kokosnüsse.